# قصاب كاشاني
سعيد قصاب كاشاني شاعر فارسي من شعراء الدولة الصفوية من القرن الثاني عشر الهجري.

## حياته
اشتُهر قصاب كاشاني في العصر الصفوي، بين القرنين الحادي عشر والثاني عشر الهجريين. وجاء في ترجمته من كتاب تذكرة الشعراء أن اسم القصّاب الذي اتخذه لنفسه، في شعره، كان دلالةً على مهنته كذلك، وأن خمسة أشخاص آخرين لقّبوا بهذا اللقب أيضاً، أربعة من هؤلاء شعراء وواحد صوفيّ ومنهم: أمير بك قصاب أصفهاني، والقصاب الجيلاني، وميرزا أبو الحسن الجندقي، الذي ألف غزليات من الهجاء الطريف سماها بالقصابيات، وقصاب يزدي، وأبو العباس القصاب الآملي صوفي من القرن الرابع الهجري.
ليس هنالك معلومات عن أصوله وأسلافه، وما ورد عنه أنه كان من مواليد كاشان ولم يتعرض لحياته الخاصة في شعره. ولكن الظاهر من شعره أنه كان رجلاً فقيراً متواضعاً، وكانت مهنته جزاراً، فاختار لنفسه لقب القصّاب، وقد ترد مفردات ومواضيع من متعلقات مهنته في بعض غزلياته، مثل الساطور والخراف والخطاف والدكان مثل:
الترجمة:
وكان يحفظ أشعاراً كثيرة، ويحضر مجالس الشعراء، ويلقي معهم غزلياته. وقيل إنه عاصر الشاعر صائب التبريزي وكان صديقاً له وكان كثيراً ما يقرأ عليه قصائده ويتعلم منه، وقيل إنه كان أمياً لا يكتب، إلا أن عدد الأبيات في ديوانه يقترب من 3000 بيت، ولم يخطأ في القافية أو اللغة، وبقي شعره طلقاً متماسكاً. ترك مهنة الجزارة أواخر حياته وانتقل إلى مدينةمشهد، وبقي فيها إلى أن مات ودفن فيها. قدرت بعض المصادر عمره أنه بين الخمسين والستين عاماً، ولذلك لم يعرف تاريخ وفاته، لكن المؤكد أنه قبل عام 1777، أي العام الذي كتب فيه حزين لاهيجي تذكرته.

## أعماله
وجد ديوان مكتمل من أعماله مجموع سنة 1176هـ وفيه نحو من 1500بيت، في مكتبة أحمد شاه ملك دلهي. ووجدت في مجموعة دواوين المجلس نحو 800 بيت من غزلياته (من الحروف أ إلى د). نُشر ديوانه الشعري أول مرة عام 1959 بتحرير وتصحيح وتقديم حسين برتو بيضائي.
وبالإجمال طبع الكتاب خمس مرات بتصحيحات مختلفة:
- حسين برتو بيضائي، طهران: منشورات ابن سينا، 1955.
- محمد عباسي، طهران: مؤسسة خدمات الطباعة، 1983.
- غلام حسين جواهري (وجدي)، طهران: منشورات الصناعى، 1984.
- أحمد كرمي، طهران: انتشارات ما، 2000.
- حسن عطيفي، كاشان، منشورات أرمغان أدب، 2020.